# خوزه دولورس استرادا (رئیس‌جمهور نیکاراگوئه)
خوزه دولورس استرادا (انگلیسی: José Dolores Estrada؛ زاده ۱۶ ژانویهٔ ۱۸۶۹ – درگذشته ۶ آوریل ۱۹۳۹) سیاستمدار اهل نیکاراگوئه بود. وی از ۲۰ اوت ۱۹۱۰ تا ۲۷ اوت ۱۹۱۰ رئیس‌جمهور موقت نیکاراگوئه بود.
خوزه دولورس استرادا در ۶ آوریل ۱۹۳۹، در سن ۷۰ سالگی در نیویورک درگذشت.